# Katherine Dumar Portacio
Katherine Dumar Portacio (27 de septiembre de 1993) es una deportista colombiana que compite en taekwondo.
Ganó una medalla en el Campeonato Mundial de Taekwondo de 2015, y cuatro medallas en el Campeonato Panamericano de Taekwondo entre los años 2012 y 2022. En los Juegos Panamericanos de 2019 consiguió una medalla de bronce.

## Palmarés internacional
| Campeonato Mundial      | Campeonato Mundial           | Campeonato Mundial | Campeonato Mundial |
| Año                     | Lugar                        | Medalla            | Categoría          |
| ----------------------- | ---------------------------- | ------------------ | ------------------ |
| 2015                    | Cheliábinsk (Rusia)          | Medalla de bronce  | –67 kg             |
| Juegos Panamericanos    |                              |                    |                    |
| Año                     | Lugar                        | Medalla            | Categoría          |
| 2019                    | Lima (Perú)                  | Medalla de bronce  | –67 kg             |
| Campeonato Panamericano |                              |                    |                    |
| Año                     | Lugar                        | Medalla            | Categoría          |
| 2012                    | Sucre (Bolivia)              | Medalla de oro     | –67 kg             |
| 2014                    | Aguascalientes (México)      | Medalla de bronce  | –67 kg             |
| 2016                    | Querétaro (México)           | Medalla de plata   | –67 kg             |
| 2022                    | Punta Cana (Rep. Dominicana) | Medalla de plata   | –62 kg             |